# 矢田稔
矢田 稔（日语：／ Yada Minoru，1931年4月27日—），是日本的資深男性演員、配音員及前童星。籍貫東京都。以前他是所屬於劇團俳優座、劇團河、三輪事務所及Project Megalith（直至2006年5月），現在他是擔任自由職業。

## 主要出演作品

### 電視動畫
- 愛少女波麗安娜物語（法蘭克老師）
- 明日之丈2（林敬七）
- 動畫紀錄片 決斷
- 動畫親子劇場（諾亞）
- 小木偶（老爺爺）
- 宇宙奇兵(第16話)（Wilhelm男爵）
- 裝甲騎兵（テダヤ）
- 麵包超人（細菌仙人）
- 湯姆索耶的冒險（約翰）
- 時間飛船系列
  - 正義雙俠（老爺爺）
  - 小雙俠（魯賓遜・克魯索）
  - 龙威（アーリー）
  - 時間飛船2000 怪盗Kiramekiman（日语：タイムボカン2000 怪盗きらめきマン）（液體博士）
- 嚕嚕米一家（ヘムレン）
- 鐵人28號（第1作）（敷島博士）
- 小戰士（マクスン博士（第12話））
- 大飯桶（日语：ドカベン）（爺爺）
- 哆啦A夢（叔叔、醫者、老闆）
- Topo Gigio（亞爾諾）
- 騎鵝歷險記（克雷門堤）
- 忍者亂太郎（野牛金鐵（初代））
- ハゼドン（タコ六）
- 風人物語（校長先生）
- 怪醫黑傑克（老飼育員）
- 星の王子さま プチ・プランス（老人）
- 危險調查員（班寧頓教授）
- 蜜柑繪日記（タツゾウ）
- 靈犬雪麗（費南）
- 相聚一刻（一之瀨先生）
- 以柔克剛（タマランチ会長）
- 黑色推銷員(第58話)（開高角太郎）
- 狗狗三劍客（波納許）

2014年
- 七大罪（村長）

### 劇場版動畫
- 風之谷（尼加）
- 劇場版 翼·年代記 鳥籠國的公主（長老）
- シティーハンター ベイシティウォーズ（理事長）
- それいけ!アンパンマン 虹のピラミッド（バイキン仙人）
- 哆啦A夢電影作品
  - 2112年哆啦A夢的誕生（藤子・F・不二雄先生）
  - 大雄與銀河超特急（係員A）
  - 大雄的發條都市冒險記（帶來的老爺爺）
- 相聚一刻 完結篇（一之瀨先生）

2010年
- 你看起來很好吃（貝可爺爺）

### 遊戲
- 天外魔境 第四的黙示録（布朗博士）

### 電影配音
- 尼亞拉加（Rio）

### 電影
- 新雪

### 電視演出
- 滿濃物語（旁白）

### CD
- 魔性之子（十時）

### 廣告
- ダイナム（老人）

### 特攝
- Mighty Jack（第12話、Qの一員）
- 怪奇大作戰（第21話、喫茶店マスター）
- チビラくん（ヘチャムクレの声、ホネホネの声）
- 機器人刑事（ノコギリマンの声）
- 恐龍特急克塞號（機器人基易的聲）